# Аркома (Оклахома)
Аркома (енгл. Arkoma) град је у америчкој савезној држави Оклахома.

## Демографија
По попису из 2010. године број становника је 1.989, што је 191 (-8,8%) становника мање него 2000. године.
| Група             | 2000.         | 2010.         |
| Белци             | 1.933 (88,7%) | 1.653 (83,1%) |
| Афроамериканци    | 9 (0,4%)      | 8 (0,4%)      |
| Азијати           | 7 (0,3%)      | 5 (0,3%)      |
| Хиспаноамериканци | 40 (1,8%)     | 66 (3,3%)     |
| Укупно            | 2.180         | 1.989         |